# Caos (curta-metragem)
Caos é um filme brasileiro de curta metragem dirigido por Fábio Baldo.

## Sinopse
Um homem recebe o chamado do Sol.

## Festivais

### Internacionais
- 33º Festival Internacional de Curtas-metragens de Clermont-Ferrand (França)

- 34º Montreal World Film Festival (Canadá)

- 40º Festival Internacional de Cinema de Kiev (Ucrânia)

- 29º Festival Internacional de Cinema do Uruguay

- 26° Festival Internacional de Cine en Guadalajara (México)

- 33º Moscow International Film Festival (Rússia)

- 17º CFC - Worldwide Short Film Festival (Canadá)

- 20º Message to Man - International Film Festival (Rússia)

- 22º NewFest (EUA)

- 8º SEDICICORTO International Film Festival (Itália)

- 4º International Festival of Short Films and Visual Arts (Ucrânia)

- 4º Tabakalera Labo 2011 (Espanha)

### Brasileiros
- 21º Festival Internacional de Curtas-metragens de São Paulo

- 22ª Mostra do Audiovisual Paulista

- 14ª Mostra de Cinema de Tiradentes

- 10ª Mostra do Filme Livre

- 10º Cineclube Curta Circuito

- 8º Cine Esquema Novo

- 8º Festival de Cinema de Maringá

- 4ª Mostra Internacional de Cinema de Belo Horizonte

- 4ª Mostra Marília de Cinema

- 3º Festival do Júri Popular

- 3º Festival ArtDeco

- 2ª Semana dos Realizadores

- 1º Mostra Piqui de Artes Audiovisuais